# سون چینگمی
سون چینگمی (انگلیسی: Sun Qingmei؛ زادهٔ ۱۹ ژوئن ۱۹۶۶) بازیکن فوتبال زن اهل چین بود.
وی همچنین در تیم ملی فوتبال زنان چین بازی کرده‌است.
وی در مسابقات کشوری و بین‌المللی در مجموع برندهٔ ۱ مدال نقره شده‌است.